# Kathar
Kathar (nepalski: कठार) – gaun wikas samiti w środkowej części Nepalu w strefie Narajani w dystrykcie Chitwan. Według nepalskiego spisu powszechnego z 2001 roku liczył on 1694 gospodarstw domowych i 9335 mieszkańców (4804 kobiet i 4531 mężczyzn).